# Ria Oomen
Maria Gertruda Hermina Cecilia (Ria) Oomen-Ruijten (Echt, 6 september 1950) is een Nederlands politica namens het Christen-Democratisch Appèl (CDA).

## Loopbaan
Oomen werkte van 1974 tot 1981 bij de Provinciale Limburgse Elektriciteits-Maatschappij (PLEM) als medewerksters public relations. In diezelfde tijd volgde zij in Eindhoven een hbo-opleiding voorlichting, public relations en communicatie.
Oomen begon haar politieke loopbaan als voorzitter van het CDJA, de jongerenorganisatie van het CDA. In 1981 werd zij lid van de Tweede Kamer, waar zij zich met name met sociaal beleid bezighield.
Van 1989 tot 2014 was Oomen lid van het Europees Parlement. Zij was onder andere eerste vicevoorzitter van de christendemocratische (EVP) fractie, vicevoorzitter van de commissie Milieu, Volksgezondheid en Consumentenbescherming, vicevoorzitter van de tijdelijke commissie Genetica, lid van de commissie Sociale Zaken en Werkgelegenheid, lid van de commissie Gelijke Rechten van de Vrouw en voorzitter en lid van de parlementaire delegatie Zuid-Afrika. Zij hield zich voorts onder meer bezig met de dossiers Turkije en pensioenen.
Zowel bij de verkiezingen voor het Europees Parlement van 2004 als die van 2009 werd Oomen met voorkeurstemmen verkozen (bij die van 2009 stond ze op de kandidatenlijst op de laatste plaats). Haar medewerker, Jeroen Lenaers, werd haar opvolger toen deze in 2014 het stokje overnam. In 2015 werd ze verkozen tot lid van de Eerste Kamer. Bij de verkiezingen voor de Eerste Kamer in 2023 was zij niet verkiesbaar.

## Pensioen
In februari 2014 bleek uit onderzoek van Nieuwsuur dat Oomen deelnemer is aan het zeer omstreden Europees Pensioenfonds voor Europarlementariërs. Ondanks eerdere toezeggingen (in 1999 en 2005) dit niet te zullen doen is Oomen lid gebleven. Uit de stukken die het parlement nu heeft vrijgegeven, blijkt dat Ria Oomen in ieder geval in 2012 nog lid was van het fonds. Tegen Nieuwsuur zegt Oomen dat ze na het tekenen van de gedragscode geen premie meer heeft betaald. Wel erkent ze dat ze nu pensioen ontvangt uit het fonds.

## Persoonlijk
Oomen is weduwe en woonachtig in Maasbracht. Ze is lid van de Rooms-Katholieke Kerk.

## Onderscheidingen
- Ridder in de Orde van de Nederlandse Leeuw (29 april 1994)
- Grootofficier in de Orde van Verdienste van het Groothertogdom Luxemburg (blauw-witte kruis), onderscheiding van de Europese Unie (april 2004)
- Robert Schuman-medaille (17 juni 2014)[3]
- Sinds 2004 is Oomen beschermvrouwe van het Horster Mannenkoor.